# Liste der Bodendenkmale in Hohnstein (Sächsische Schweiz)
In der Liste der Bodendenkmale in Hohnstein sind die Bodendenkmale der Stadt Hohnstein und ihrer Ortsteile nach dem Stand der Auflistung von Harald Quietzsch und Heinz Jacob aus dem Jahr 1982 aufgelistet. Eventuelle Änderungen und Ergänzungen, insbesondere aus der Zeit nach der Wende, sind nicht berücksichtigt, da für Sachsen aktuell keine neueren allgemein zugänglichen Bodendenkmallisten vorliegen. Die Baudenkmale sind in der Liste der Kulturdenkmale in Hohnstein (Sächsische Schweiz) aufgeführt.
| Denkmal-ID | Fundart            | Ortsteil    | Bezeichnung                                       | Zeitstellung | Lage                                                                                            | Bemerkungen | Bild |
| ---------- | ------------------ | ----------- | ------------------------------------------------- | ------------ | ----------------------------------------------------------------------------------------------- | --- | ---- |
| ?          | Befestigung > Burg | Cunnersdorf | Wehranlage „Mühlberg“                             | Mittelalter  | südwestlich des Orts, Bergsporn über dem Polenztal, südlich der Heeselichtmühle                 | Spornbefestigung mit zwei Abschnittsgräben |      |
| ?          | Befestigung > Burg | Goßdorf     | Wehranlage „Goßdorfer Raubschloss“, „Schwarzberg“ | Mittelalter  | südöstlich des Orts, Bergsporn über der Mündung des Schwarzbachs in die Polenz                  | Spornburg mit weit vorgelagertem Abschnitts- und Halsgraben, zeitgenössische und künstliche Ruinen                                                    |      |
| ?          | Befestigung > Burg | Hohnstein   | Wehranlage „Hockstein“                            | Mittelalter  | westlich des Orts, westlich über dem Polenztal                                                  | Befestigter Felsstock in Spornlage mit Vorburgbefestigung durch Abschnittswall und -graben, Schutz seit 18. Dezember 1935, erneuert 21. Dezember 1959 |      |
| ?          | Befestigung > Burg | Hohnstein   | Wehranlage „Wartenberg“                           | Mittelalter  | nordwestlich des Orts, westlich der Polenz, Bergsporn zwischen Riesengrund und Wartenbergstraße | Spornburg mit zwei Kernen und Grabensystem, Schutz seit 18. Dezember 1935, erneuert 21. Dezember 1959                                                 |      |
| ?          | Befestigung > Burg | Hohnstein   | Wehranlage „Burg Hohnstein“                       | Mittelalter  | südlicher Ortsrand, Gesamtbereich der Burg                                                      | Spornlage, durch jüngere Burg überbaut und verändert                                                                                                  |      |
| ?          | Befestigung > Burg | Hohnstein   | Wehranlage „Frindsberg“                           | Mittelalter  | südsüdöstlich des Orts, Bergsporn zwischen Tiefem Grund und Polenztal                           | Felsenburg auf mehrfach gegliedertem Sporn |      |
| ?          | Befestigung > Burg | Ulbersdorf  | Wehranlage „Schneckenberg“                        | Mittelalter  | westlicher Ortsrand, direkt westlich des Kirchhofs                                              | Turmhügelburg mit umlaufendem Graben und Außenwall, Schutz seit 30. August 1941, erneuert 10. März 1966                                               |      |
| ?          | Befestigung > Burg | Ulbersdorf  | Wehranlage „Raschgärtners Raubschloss“            | Mittelalter  | südlich des Orts, Bergsporn über der Sebnitz                                                    | Spornbefestigung mit Abschnittsgraben |      |
| ?          | Befestigung > Burg | Ulbersdorf  | Wehranlage „Nasenberg“                            | Mittelalter  | südwestlich des Orts, Bergsporn über der Sebnitz, nordöstlich der Buttermilchmühle              | Spornbefestigung mit Abschnittsgraben |      |